# Pierre Rousch
Pierre Rousch, né à Seraing en 1899 et mort à une date inconnue, est un architecte belge.
Il réalise essentiellement des bâtiments sur la commune de Seraing dans la région liégeoise. 
Il a été diplômé en 1926 de l'Académie des Beaux-Arts de Liège. Il fait partie du mouvement moderne liégeois. Il  a été invité à exposer sa production par les architectes du groupe l'Équerre à l'Exposition d'architecture rationnelle. Il contribue à l'Exposition internationale de l'Eau en 1939 avec la construction du Palais du Grand-Duché du Luxembourg et des palais de la Belgique. Il a aussi construit des villas à Ostende. 

## Biographie
Pierre Rousch fait ses humanités au Collège de Seraing. Ensuite, il entre aux Beaux-Arts et suit des cours de gravure durant un an. Il va se rendre compte que la gravure ne le passionne pas. Il suit ainsi des cours de peinture et de sculpture qui ne l'intéressent pas beaucoup plus. Il obtient tout de même son diplôme de l'Académie des Beaux-Arts de Liège en 1926.
Quelque temps après, il rencontre Henry Snyers dont le père est président de la Fédération des architectes de Liège. C'est grâce à cette connaissance qu'il se tournera vers l'architecture qui à cette époque connait une véritable révolution et qui suscite un avenir prometteur. C'est dans les années 1920 que Pierre Rousch s'impose en tant qu'architecte progressiste. Il fait partie des précurseurs tout comme le groupe d'architectes L'Équerre.  
Il va d'abord reconstruire le château du Geluveld près de Ypres qui sera détruit durant la Première Guerre mondiale. Par la suite, il construit une maison bon marché à Alleur et également des maisons particulières à Seraing dont la maison Houard en 1934. Pierre Rousch a construit deux grandes œuvres majeures dont le Lycée pour jeunes filles de Seraing en 1933 qui fut l'une de ses premières grandes missions avec la Justice de paix de Seraing en 1933-1934. Cette dernière a été démolie. Il participe aussi à l'Exposition de l’Eau à Liège en 1939. S'ensuit la guerre qui va interrompre sa carrière. Il rejoint la Résistance[réf. nécessaire]. Une fois la guerre terminée, il est chargé de mission par le ministère des travaux. Il s'installer définitivement à Malmedy où il continue son travail d'architecte. 

## Réalisations

### La nouvelle justice de paix à Seraing
Pierre Rousch a construit ce bâtiment en 1933. Depuis, il a été démoli. Dès la conception de ce bâtiment, l'architecte a comme objectif une architecture nette, précise et technique. Il ne veut pas d'une architecture monumentale ou décorative. Le contexte de ce bâtiment est une rue étroite populaire composée de maisons pauvres et sombres aux caractéristiques typiques des maisons ouvrières, les trottoirs sont étroits et la chaussée mal pavée. Ce sont les caractéristiques d'une commune minière comme Seraing. Pierre Rousch doit respecter ce contexte car le recul y est impossible et pour ne pas écraser la rue. I recherche systématiquement la ligne horizontale et non la verticalité. 
L'entrée est rythmée par une promenade extérieure couverte. Il y a eu de nombreux tassements. C'est pour cela que l'architecte a divisé le bâtiment en deux et conçu des fondations de types rigides qui résisteront aux différents tassements. Au rez-de-chaussée, est un hall avec un accès à une salle d'attente. Il y a aussi une salle des conseils de familles. À gauche du hall, se trouve une conciergerie qui permet une surveillance des locaux via des baies. Le bâtiment est relié au poste de police, l'articulation entre les deux bâtiments se marque par une marche. Au premier étage, la salle d'audience est placée en face de l'escalier. Sans gaspiller de la place, Pierre Rousch a donné une importance à l'emplacement des juges... Les matériaux intérieurs sont principalement du lambris, grès cérame et carrelage. Les matériaux sont des matériaux nobles mais qui sont résistant au temps. À l'intérieur comme à l'extérieur, les proportions architecturales sont étudiées et il y a prise de lumière au niveau du sud. Les locaux de petites importances se retrouvent au centre du bâtiment et sont aérées par le plancher. Pour ce bâtiment, Pierre Rousch s'inspire de la Grammaire des Arts décoratifs de Charles Blanc qui traite du caractère expressif des formes. La composition va donc s'inspirer de formes simples en combinant l'expérience et la technique. 

### Lycée de jeunes filles à Seraing
Pierre Rousch a construit ce bâtiment en 1933. C'est un de ses plus importants projets. Ce projet a reçu les félicitations du ministère et du roi Léopold III. Il est dans la continuité de la nouvelle Justice de Paix. Ces deux bâtiments permettent d’avoir une autre vision de Seraing, ce n'est plus qu'une cité industrielle. 
Au niveau de l'implantation, le lycée se trouve sur un sol miné ce qui provoque des tassements de terrain. L'architecte va développer des fondations rigides qui possèdent 120 barres d'acier de 60 cm et avec 600 000 kg d’acier qui assure la stabilité du bâtiment. 
La façade principale est orientée nord-ouest, ce sont les dégagements et les halls qui prennent la lumière. Notamment la grande verrière dotée d'un arrondi qui éclaire le grand hall et l’escalier. Cela permet d'avoir une lumière dans les endroits les plus fréquentés, cette abondance de lumière dans les halls et dégagements permet d'initier un sentiment de liberté aux lycéennes et de ne pas se sentir renfermées. La façade vers la rue Jean-de-Seraing tire son aspect des trois grandes verrières de la salle de gymnastique, des bains douches et la baie loggia de la salle de musique. Il y a un troisième étage en retrait pour éviter un écrasement au niveau de la rue. Ce dernier étage est composé d'une promenade extérieure. Le bâtiment à l'arrière s'ouvre vers la cour de récréation et est totalement vitré pour apporter de la lumière du jour dans les classes. La structure colonne se trouve en retrait du vitrage et permet d'avoir deux passerelles qui permettent de venir nettoyer facilement les fenêtres. C'est une caractéristique qui a dû être prévue dès la conception car on est dans une zone fort poussiéreuse à cause des industries. 
Au niveau des matériaux et de leurs tonalités, se retrouve des briques jaunes de Kessals pour les parements extérieurs. A l'intérieur, se trouve des tonalités jaunes et vert d’eau. Il faut aussi prendre en compte la tonalité des stores pare-soleil. Les tonalités renforcent la luminosité qu'il y a déjà rien qu'avec les grandes verrières et les fenêtres du côté de la cour de récréation. Tous les intérieurs sont réalisés en lambris de propreté[Quoi ?] de 1 m50 de hauteur et en grès cérame de Duffel, dans des tons du vert bronze au vert acide. Les menuiseries sont en acajou et les quincailleries en argent. Les peintures intérieures sont claires en jaune et vert pour augmenter encore plus la luminosité.

### Réalisations maisons unifamiliales à Liège

#### Maison Goffin-Bovy - 1941 - Tilf
Pierre Rousch et le commanditaire se connaissent car Rousch a construit une villa de vacance à la mer pour ce dernier. Le programme du projet se compose d'une habitation et d’une conciergerie en annexe. Pierre Rousch suit les caractéristiques du modernisme mais de manière plus douce, moins stricte. Il oriente toutes les pièces de vie au sud et la façade nord est presque aveugle. Au rez-de-chaussée, on retrouve toutes les commodités ainsi que la chambre des parents, une salle de gymnastique, une salle de bains et un garage. Les pièces de vie sont baignées de lumière grâce aux larges baies vitrées orientées sud. L’étage est dédié presque uniquement aux enfants (chambres - salle de bains) et le tout donne sur un balcon. Il y a une volonté de séparer l’espace pour les parents de l’espace pour les enfants. 
Au niveau des matériaux, l'architecte privilégie des produits modernes comme une structure en béton armé, des châssis métalliques, des briques de verre. Les briques de verre ont été récupérées du pavillon de l’exposition de l’Eau lors de sa démolition. À l’extérieur, l’architecte revient vers la brique jaune et non plus de l’enduit. Il revient à un langage plus vernaculaire, c’est pour cela que l’on pourrait considérer les caractéristiques du modernisme qui ont été revues dans cette maison. Le soubassement en schiste souligne l’assise du bâtiment et permet de lui donner une plus forte implantation.
Le jeu des volumes simples et la façon de les travailler va faire de cette maison, une des plus belles villas de la vallée de l’Ourthe. 

#### Villa Jacquemin - 1935-1936 - Esneux
Le commanditaire est un ingénieur. La villa combine béton armé et maçonnerie traditionnelle. Au rez-de-chaussée, on retrouve un salon et un bureau du côté rue qui sont en connexion et du côté jardin, on retrouve la cuisine. Pour aller à l'étage, il y a un escalier central qui mène aux espaces de nuit et au dernier étage, où on retrouve la chambre de bonne. L’escalier est éclairé par une baie verticale en brique de verre. C'est un projet qui s’ouvre vers la nature grâce à de larges baies vitrées et des terrasses. Une grande terrasse se trouve en toiture qui est partiellement couverte par un auvent en porte-à-faux. Il reprend certaines caractéristiques de l'architecte Koninck, qu'il avait utilisé dans une de ses villas. Dans les années 1980, l'immeuble aura de nombreuses modifications et sera dénaturé.

#### Villa du docteur Houard - 1932 - Seraing
C’est une des premières habitations modernistes connue de Pierre Rusch. Le programme de ce projet comprend une habitation, un cabinet médical et une salle d’attente qui sont séparés par la cage d’escalier et le hall. Au premier étage, deux chambres, terrasses. L’architecte marque une attention particulière dans l'aménagement extérieur des terrasses (bac à fleurs, pergola…), c’est une de ses préoccupations dans la plupart de ses projets. En 1990, la maison change de visage à la suite de la mise en place d’un nouveau parement de briques et d'Eternit. Avant ce changement, Pierre Rousch avait utilisé un enduit en ciment projeté de même couleur partout pour avoir cette sensation de boite, d’un élément monolithique qui est était une des caractéristiques du mouvement moderne. 

### Exposition de l'Eau à Liège en 1939
L'exposition de l'Eau est une exposition internationale qui se déroule à Liège en 1939 et s’inscrit dans les politiques de grands travaux pour lutter contre la crise. Cette exposition témoigne d’une volonté de renouveau et reflète les aspirations d’une jeune génération d’architectes comme le groupe l'Équerre, Pierre Rousch fait partie de cette jeune génération. L'exposition fut fermée en 1939 bien plus tôt que prévu à cause de la Seconde Guerre mondiale. 

#### Le palais du Grand-Duché de Luxembourg
Pierre Rousch a participé à la construction du « Palais du Grand-Duché de Luxembourg » en collaboration avec d'autres architectes comme Snyers, Montrieux... Ce palais a été construit le long de la grande allée à la suite des palais dont Rusch a aussi participé lors de la conception qui sont les palais de la Belgique. L’intérieur est décoré par des fresques réalisées par des artistes luxembourgeois. Une grande verrière est en porte-à-faux. Sur la façade, il y a un écusson du pays entouré de deux tubes et il y a également une rampe extérieure qui a un garde-corps en planche de bois, cet élément permet d’avoir un relief dans la composition architecturale de la façade.

#### Les palaisno17- 18 - 19 - 20 dits «Palais de la Belgique»
Ces quatre palais sont construits le long du jardin d’eau. On a affaire[Qui ?] à une composition architecturale simple qui joue avec les pleins et les vides, la masse. Les matériaux ont été choisis de manière minutieuse. Il y avait énormément de surfaces vitrées qui sont typiques du commerce belge[pourquoi ?]. L’ossature de la verrière est mis une évidence pour rompre la monotonie du quadrillage. Les entrées sont entourées de hauts pilastres et de bas-reliefs.

## Liste des bâtiments
- 1932 : Villa du docteur Houard + cabinet médical, Seraing
- 1933 : Justice de paix, rue Jean de Seraing, Seraing, démolie
- 1933 : Lycée pour jeunes filles, rue de l’Industrie, Seraing
- 1933-1936 : Athénée de Seraing
- 1934 : Maison Houart, Seraing, 1934
- 1935-1936 : Villa Jacquemin, Esneux
- 1939 : Palais du Grand-duché du Luxembourg pour l’Exposition de l’Eau, en collaboration avec les architectes Montriaux, Sélerin, Snyers et Thill
- 1939 : Palais de la Belgique pour l’Exposition de l'Eau
- Plusieurs villas à la côte belge, Oosduinkerk
- Plusieurs villas dans la vallée de l’Ourthe, Tilf et Esneux
- 1941 : Maison Goffin-Bovy, Esneux
- Église Saint-Martin, Ans
- Bijouterie Diesbecq, rue Ferrer, Seraing
- Villa du docteur M., Seraing